# Nuovo confucianesimo
Il nuovo confucianesimo  (新儒家T, 新儒家S, xīn rú jiāP) è un movimento intellettuale che ha inizio nel XX secolo, nella Cina repubblicana e tornato in voga in epoca postmaoista nella Repubblica Popolare Cinese. È profondamente influenzato dal neoconfucianesimo della dinastia Song e Ming, ma non identico. È un movimento neo-conservatore di varie tradizioni cinesi ed è stato considerato come contenente tratti religiosi; sostiene che alcuni elementi confuciani della società siano applicati in un contesto contemporaneo in sintesi con filosofie occidentali come il razionalismo e l'umanesimo. Le sue filosofie sono emerse come punto focale di discussione tra studiosi confuciani nella Cina continentale, a Taiwan, a Hong Kong e negli Stati Uniti.
Essa è una scuola di filosofia cinese influenzata dal confucianesimo. Dopo gli eventi del movimento del 4 maggio 1919, in cui il confucianesimo fu accusato della debolezza e del declino della Cina di fronte all'aggressione occidentale, un grande filosofo cinese dell'epoca, Xiong Shili (1885-1968), stabilì e ricostruì il confucianesimo come risposta. Il nuovo confucianesimo è una filosofia politica, etica e sociale che utilizza idee metafisiche sia della filosofia occidentale che orientale. È classificato in tre generazioni, a partire da Xiong Shili e Feng Youlan come filosofi di prima generazione che hanno posto le basi. La seconda generazione è composta dagli studenti di Xiong, Mou Zongsan, Tang Junyi e Xu Fuguan. La terza generazione non è determinata da figure diverse dalla generazione precedente, ma dal nuovo confucianesimo del 1980. Xiong e i suoi tentativi di ricostruzione del confucianesimo hanno dato al nuovo confucianesimo il suo nome cinese, xīn rú jiā.